# Haemaphysalis sundrai
Haemaphysalis sundrai är en fästingart som beskrevs av Sharif 1928. Haemaphysalis sundrai ingår i släktet Haemaphysalis och familjen hårda fästingar. Inga underarter finns listade i Catalogue of Life.